# Zimt-Himbeere
Die Zimt-Himbeere (Rubus odoratus) ist eine Pflanzenart aus der Gattung Rubus innerhalb der Familie der Rosengewächse (Rosaceae). Sie ist in Nordamerika verbreitet.

## Beschreibung

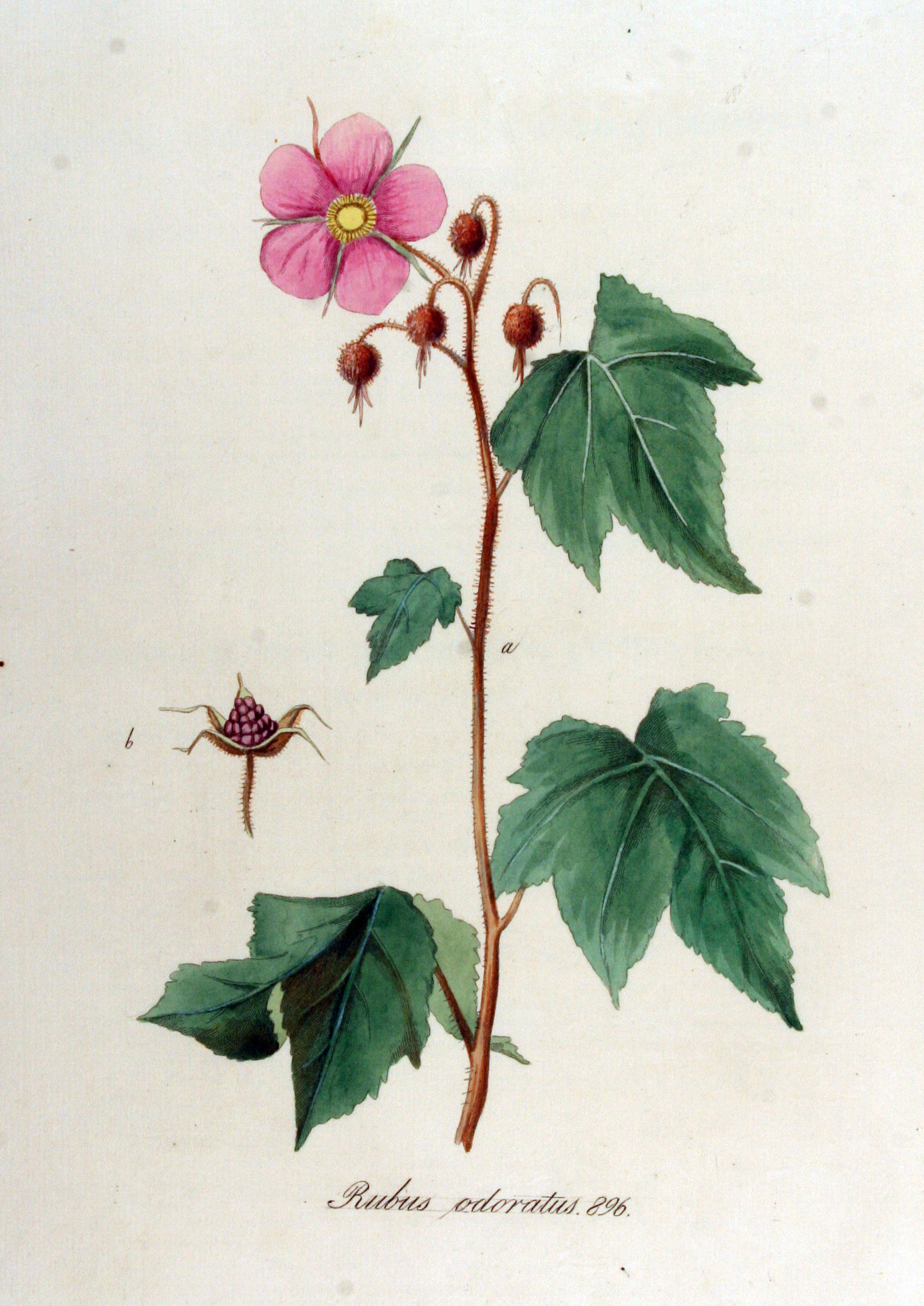
Illustration aus Flora Batava, Band 12

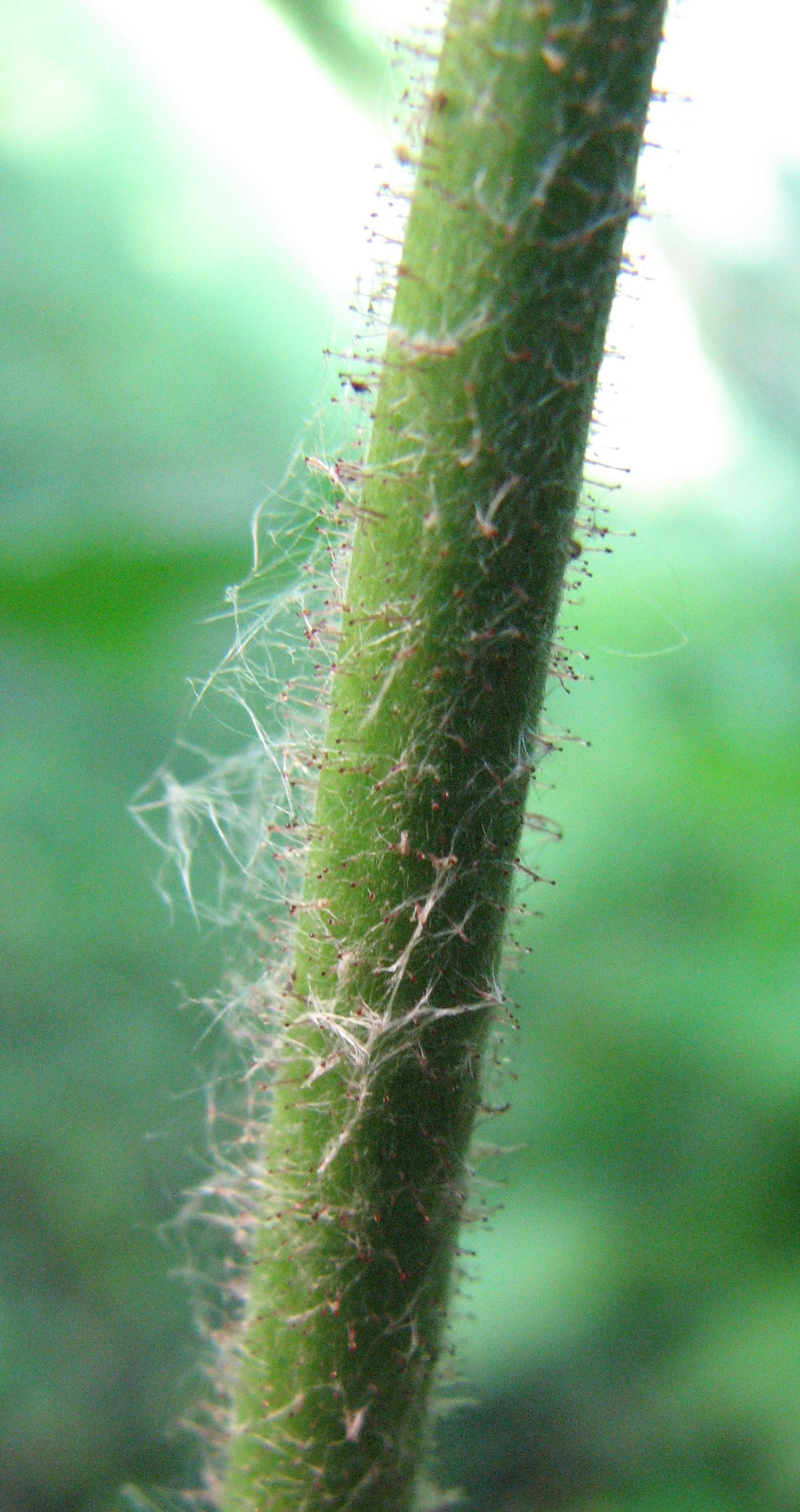
Dornenloser Zweig mit roten Stieldrüsen

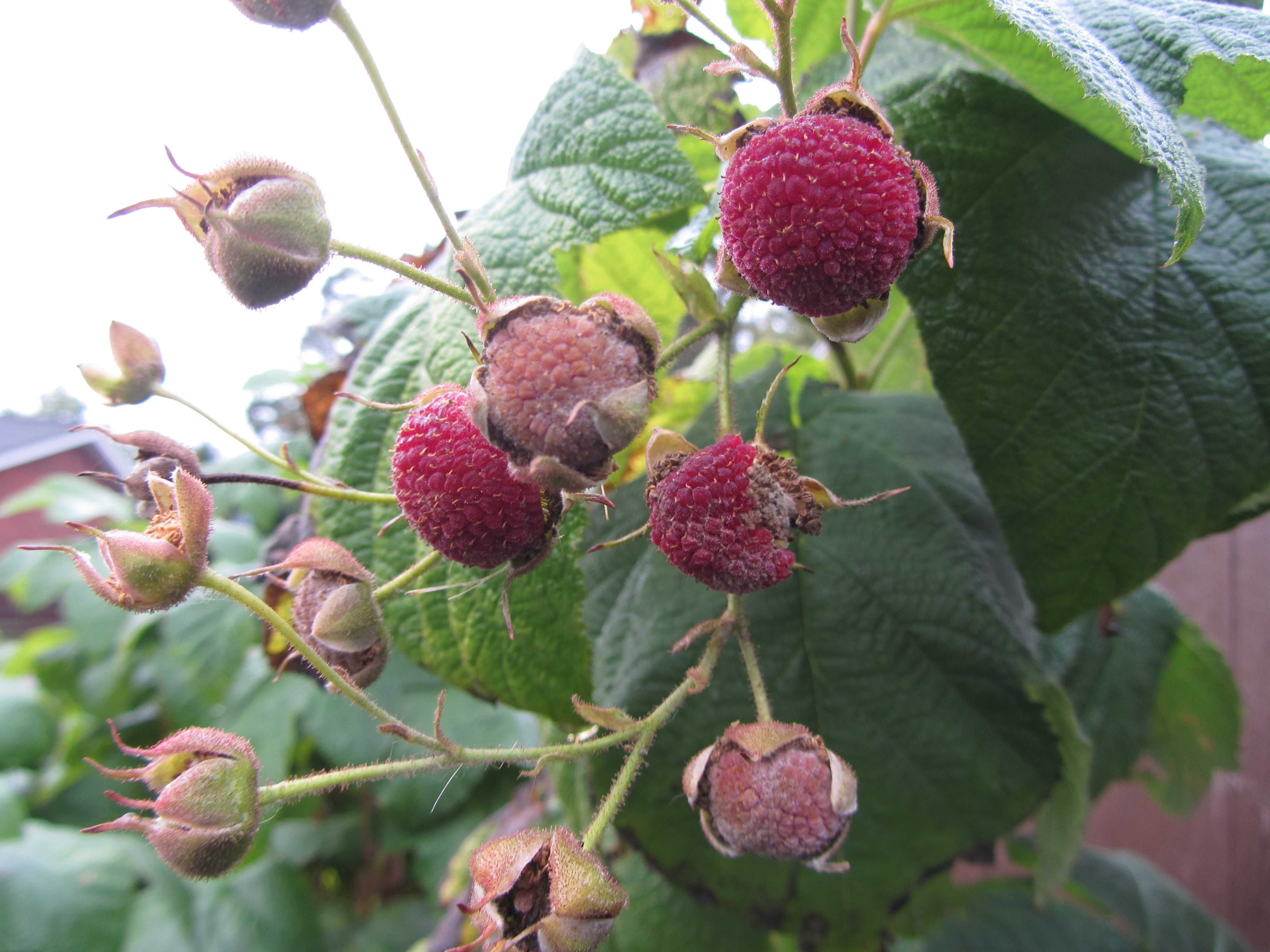
Früchte

### Vegetative Merkmale
Die Zimt-Himbeere ist ein aufrechter, ausläufertreibender, sommergrüner Strauch mit bis zu 2 Meter langen Zweigen. Die Zweige haben keine Stachel und sind dicht mit roten Stieldrüsen besetzt.
Die wechselständig angeordneten Laubblätter sind in Blattstiel und Blattspreite gegliedert. Die mit einer Breite von 15 bis 25, selten bis zu 30 Zentimetern relativ große Blattspreite ist drei- bis fünflappig mit dreieckigen, zugespitzten, ungleich gesägten Lappen. Die Blattspreite ist 8 bis 20 (selten bis 30) Zentimeter lang.

### Generative Merkmale
Die Blütezeit reicht von Mai bis Juni (Juli). Die zwittrigen, die leicht duftenden Blüten sind bei einem Durchmesser von 4 bis 5 Zentimetern radiärsymmetrisch und fünfzählig mit doppelter Blütenhülle. Die Kelchblätter sind wie die Blütenstiele dicht mit roten Drüsenhaaren besetzt. Die fünf freien Kronblätter sind purpurrosafarben. Die orangefarbenen, halbkugeligen Früchte entwickeln sich in Europa selten. Sie schmecken fad.
Die Chromosomenzahl beträgt 2n = 14.

## Vorkommen
Die Heimat der Zimt-Himbeere ist das östliche Nordamerika, von Neu-Schottland westlich bis Ontario und südlich bis Tennessee. In Europa wird sie seit dem 17. Jahrhundert als Zierstrauch kultiviert. Sie ist hier stellenweise verwildert, insbesondere in Südostengland, zerstreut in Deutschland, Österreich (Graz), Norwegen und im Baltikum.
In ihrer natürlichen Umgebung wächst die Zimt-Himbeere in feuchten Dickichten und an Waldrändern.

## Systematik
Aus der Kreuzung von Rubus odoratus und Rubus idaeus entstammt Rubus ×nobilis Regel. Sie weicht von Rubus odoratus ab durch dreizählige Laubblätter und kleinere Blüten.

## Verwendung
Die Zimt-Himbeere wird wegen ihrer großen Blätter und Blüten gerne als Bodendecker angepflanzt. Die Früchte können zum Färben (blau-violette) verwendet werden.
Die essbaren Früchte (fader Geschmack) sind außer als Nahrungsmittel bei einigen Stämmen der nordamerikanischen Urbevölkerung (Cherokee, Irokesen) als Heilmittel gegen Husten, Durchfall und Geburtsschmerzen in Verwendung. Ein Extrakt der Blätter der Zimt-Himbeere wird bei den Irokesen gegen Nierenkrankheiten benutzt. Die Wurzeln lindern Zahnschmerzen.